# Brite Futures
Brite Futures (anteriormente conocidos como Natalie Portman's Shaved Head) es un grupo estadounidense de indie rock/electrónica de Seattle, Washington. El grupo publicó su álbum debut en julio de 2008.

## Historia

### Formación
Natalie Portman's Shaved Head fue formado por Luke Smith y Shaun Libman, quienes se conocieron mientras estudiaban en el colegio The Center School, un instituto artístico preparatorio en Seattle. Sus primeros trabajos estaban centrados en el uso de teclados y drum machines, los dos únicos instrumentos que la pareja sabía tocar en aquellos tiempos. Su decisión de crear el grupo Natalie Portman's Shaved Head fue hecha en el restaurante Space Needle, en 2005. El nombre de la banda hace referencia al aspecto físico que Natalie Portman tenía en la película V de Vendetta. Las primeras canciones escritas de Smith y Libman para Natalie Portman's Shaved Head fueron sobre "meriendas de fruta y salir de fiesta". La banda dijo que una de las razones por la que fue creada fue para conseguir novias.
El grupo sufrió una expansión, hasta convertirse en cuatro integrantes antes de su primera actuación "importante", en la gran apertura del 826 Seattle centro de escritura y Greenwood Space Travel Supply Company. Invitaron a sus amigos David Price y Claire England a formar parte de la banda, y más tarde reclutaron a Liam Downey Jr., de otro grupo que encontraron en MySpace. Típicamente Smith compone la música para la banda, y luego escribe las letras junto con Libman.
El grupo coloca a Natalie Portman en la lista de invitados en todos sus conciertos, pero la actriz aún no ha asistido a ninguno de sus espectáculos. Sin embargo, Portman es consciente del nombre de la banda y de su existencia. La hermana de England, que reside en New York, conoció a la actriz una vez y le relató la historia y trayectoria del grupo; ella firmó un autógrafo para ellos, y respondió al relato: "Oh, esa historia mola". Según Smith, la banda tiene contacto regular con gente a través de MySpace que sospecha que Natalie Portman de hecho pertenece al grupo, pero no es así.

### Glistening Pleasure, 2008-presente
El álbum debut de Natalie Portman's Shaved Head's, Glistening Pleasure, fue publicado por Team Swam Records el 15 de julio de 2008. La fiesta de dicho acontecimiento fue celebrada en Easy Street Records en el barrio de Queen Anne de Seattle. El grupo ha estado de gira internacionalmente con CSS, Matt & Kim, y The Go! Team y apoyó a Lily Allen en la gira norteamericana de su segundo álbum. Natalie Portman's Shaved ha comenzado a trabajar en su segundo trabajo discográfico.
La revista Keely Weiss of Aced describió su música como un "brillante placer" en recuerdo a Devo y una "imparable fusión de electrónica/techno/funk/punk". Su música ha sido descrita por Amy Atkins como una evolución de los sonidos musicales de los 80s, y como un "electro-pop adictivo y bailable". Michael Roberts de Westword llamó "knowingly dorky party music" a sus sonidos con "tantos guiños a la media que algún optometrista podría sospechar un serio problema de versionado." Según Smith, "Intentamos incorporar tantas melodías como nos sea posible y cambiarlas a menudo, en oposición a un estilo estrictamente repetitivo."

## Miembros
- Shaun Libman - voz, maracas, coctelera, pandereta, palmas
- Luke Smith - voz, guitarra, teclado, programación del tambor, palmas
- David Price - teclado, guitarra, voz, palmas
- Claire England - teclado bajo, bajo, voz, palmas
- Liam Downey, Jr. - batería en los directos, 808 palmas, devil lock

## Discografía
- Glistening Pleasure (2008)